# Congregació de Germanes de Nostra Senyora de la Caritat del Bon Pastor
La Congregació de Germanes de Nostra Senyora de la Caritat del Bon Pastor forme una congregació religiosa femenina de germanes que posposa al seu nom les sigles R.B.P.
Eren suposades ocupar-se de nenes i noies «difícils». Des d'alguns anys, van sortir testimoniances d'antigues pensionistes que van donar exemples d'extrema violència, maltractament i mètodes no gaire pedagògiques. A França, unes antigues pensionistes van crear l'Associació de les Germanes del Bon Pastor per a demanar reparació.

## Història
Fou fundada per Marie de Sainte-Euphrasie Pelletier (1796-1868), superiora del convent de l'Orde de Nostra Senyora de la Caritat de Tours, fundada per Jean Eudes el segle xvii. El 31 de juliol de 1829 va obrir a Angers un nou «refugi» (nom que rebien les cases de l'orde) i s'hi traslladà; en fou elegida superiora el 1831. Pelletier rebé peticions per fundar nous establiments en altres ciutats: Le Mans, Poitiers, Grenoble, Metz, però la regla de l'orde preveia la total autonomia de cada convent i que haguessin de tenir un noviciat, la qual cosa feia que cap fundació pogués dependre d'altres i que cada superiora depengués directament del bisbe del lloc.

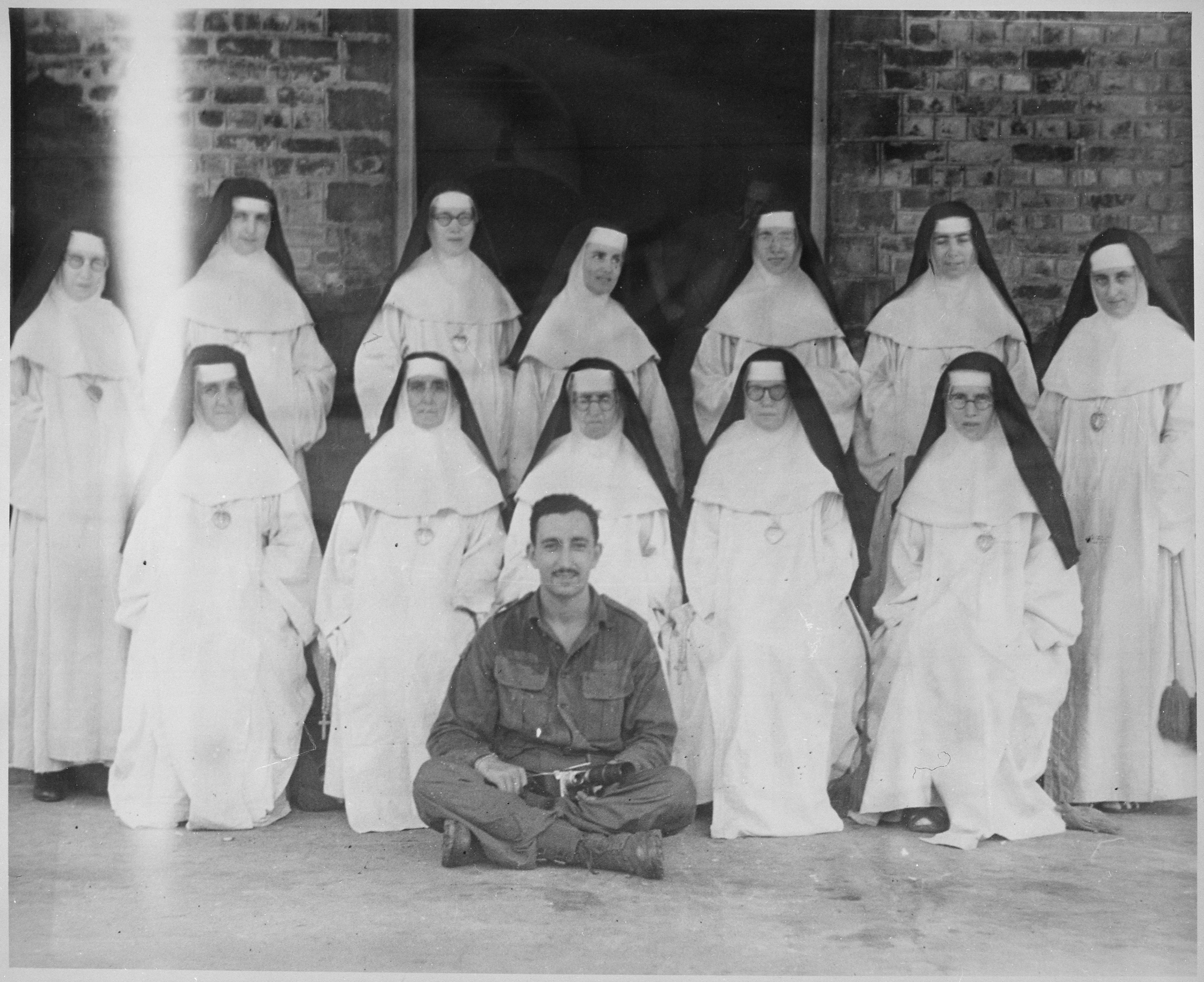
Germanes de Nostra Senyora del Bon Pastor.

A l'època de la industrialització, Pelletier volia formar les joves obreres i ajudar les joves prostitutes canviar de vida. El 1833, Maria Pelletier va demanar al papa Gregori XVI que el refugi d'Angers es convertís casa mare d'una nova congregació, amb els mateixos objectius que l'orde eudista, però amb diferent organització. Totes les cases serien sota la direcció d'una superiora general i només n'hi hauria un sol de noviciat per formar les postulants. El papa aprovà la proposta en un breu del 3 d'abril de 1835. En les mateixes comunitats pot haver-hi religioses de clausura estricta, les germanes contemplatives o Magdelenes, que originalment eren prostitutes que abandonaven aquest treball i es dedicaven a la vida contemplativa.
A França, el Ministeri de justícia les va confiar fins als anys 1970 la reedució de les noies «difícils» amb risc d'enfonsar-se en el crim o la prostitució. El tractament era dur i hi havia molta violència. A la fi dels anys deu del segle xxi es va esclatar un escàndol a França, quan antigues pensionistes van parlar del maltractament.

## Activitats i difusió
Les Germanes de la Caritat del Bon Pastor deien que acullen prostitutes per rehabilitar-les, en oferir una formació en algun ofici i oportunitats per trobar feina. També treballarien per a reintegrar en la societat les dones després d'una pena de presó. Ofereixen formació professional, alfabetització, educació especial, etc. i assessorament social, professional. Les Germanes Contemplatives fan vida de pregària, juntament amb feines de confecció de robes religioses, artesania i feines informàtiques.
Són presents en més de setanta estats dels cinc continents. La casa mare és a Roma. El 2005, la congregació tenia 4.515 religioses en 614 cases.

## En les arts
El 2002, el director escocès Peter Mullan, va realitzar el film The Magadalene Sisters (Les germanes Magdalenes) inspirat en el testimoniatge de tres dones, expensionistes de les Germanes a Irlanda. El Vaticà d'antany es va enfadar quan el film va rebre un Lleó d'Or a Venècia el 2002. Les pensionistes de llur costat van testimoniejar que la realitat va ser molt més dura que el film.